# 尼各老二世
尼各老二世（拉丁語：Nicolaus PP. II；？—1061年7月27日）本名吉拉（Gérard），於布根地出生，1058年12月當選教宗，1059年1月24日即位至1061年7月27日為止。

## 譯名列表
- ：天主教香港教區禮儀委員會：禧年專頁 （页面存档备份，存于）作。
- ：香港天主教教區檔案　歷任教宗作。
- 尼古拉：《大英簡明百科知識庫》2005年版[永久]、《世界人名翻譯大辭典》1993年版作尼古拉。